# جيوفري هوسكينغ
جيوفري هوسكينغ (بالإنجليزية: Geoffrey Hosking)‏ هو مؤرخ بريطاني، ولد في 28 أبريل 1942 في ترون ‏ في المملكة المتحدة.